# Ambonus distinctus
Ambonus distinctus é uma espécie de besouro da família Cerambycidae. Foi descrito por Newman em 1840. É encontrado principalmente nas regiões Sul e Sudeste do Brasil.

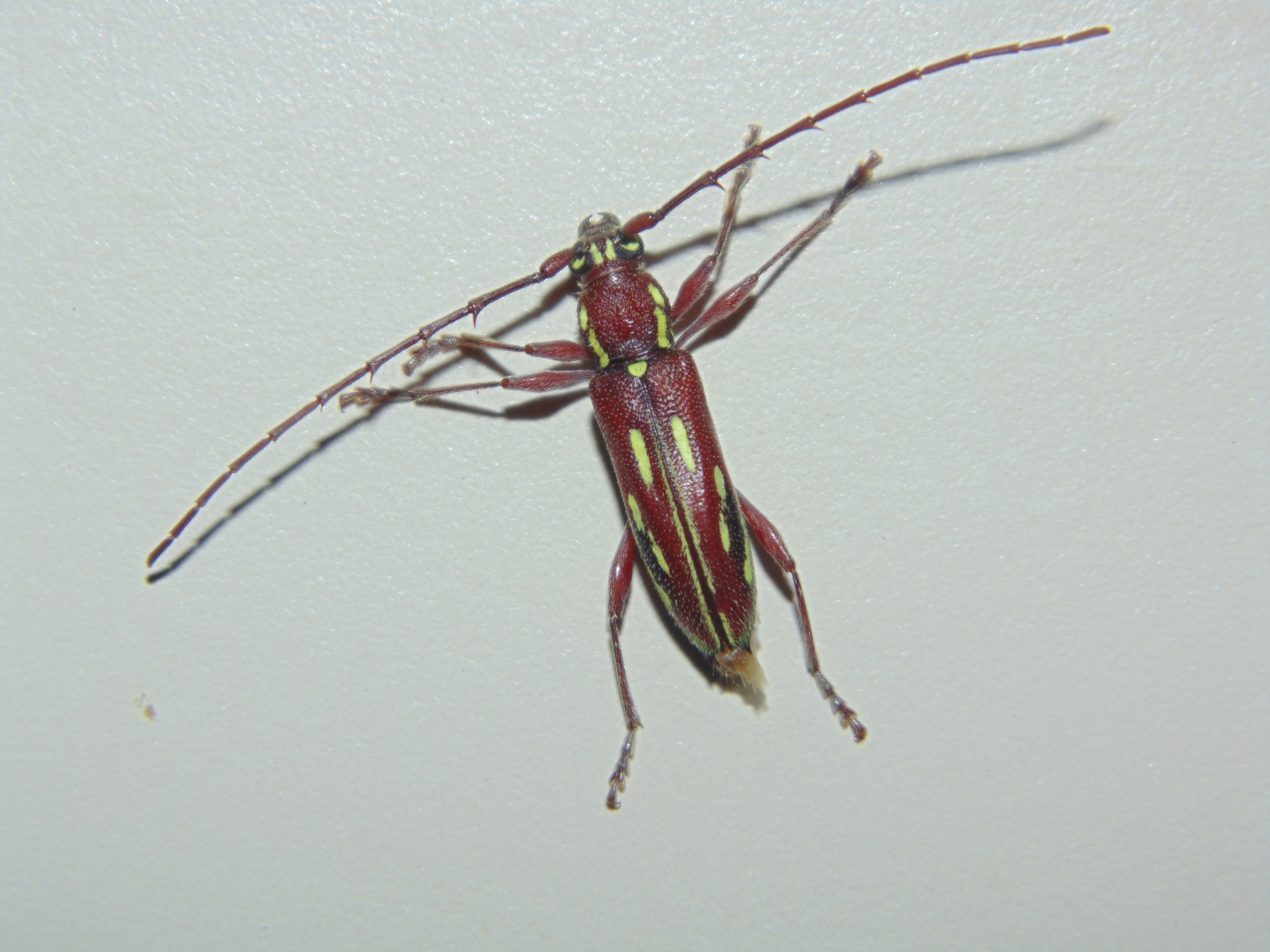
Exemplar encontrado na cidade do Rio de Janeiro.